# 霍亂
霍亂（英語：cholera），又稱虎疫、霍痢拉、虎列拉、虎列剌等，是由霍亂弧菌的某些致病株感染小腸而導致的急性腹瀉疾病。症狀可能相當輕微，也可能相當嚴重。典型症狀為連續數日嚴重水瀉。可能合併有嘔吐、肌肉抽搐的現象 。霍亂所導致的嚴重腹瀉可能造成脫水、電解質失衡甚至死亡，或導致眼窩凹陷、皮膚濕冷且缺乏彈性，以及手腳出現皺紋等。脫水可能導致皮膚發紺。一般是在接觸病原體後立即會發病。

## 历史
關於霍亂的歷史描述最早於西元前五世紀在梵语被發現。1854年，意大利解剖学家菲利波·帕西尼首次分离了霍乱弧菌。而英国医生約翰·斯諾在1849到1854年間對霍亂的研究成就了流行病學領域很顯著的進步。1883年，德国微生物学家羅伯特·柯霍再度发现霍乱弧菌，使该病菌广为人知。
中医学稱霍亂導致的脫水徵象為癟螺痧。台灣話部分使用者沿用日語，唸作khoo-lé-lah。

## 致病机制
霍亂是由多種霍亂弧菌引起，各個菌種的致病力不同：一些菌種可能會導致更為嚴重的病症。霍亂弧菌最主要通過被含有該細菌的人類糞便污染的水或食物傳播，未經徹底烹飪的海鮮也是一個常見的傳播途徑。霍亂弧菌僅會對人類造成影響。感染霍亂的風險因子包括衛生條件不佳、飲用水不潔、以及貧困。一些學者表示海平面上升可能利於霍亂的傳播。糞便培養至今仍為診斷霍亂的黃金標準。雖然市面上有供快速檢測霍亂的試紙條，但其準確性不佳。
1854年宽街霍乱爆发事件中，英国医生约翰·斯诺首次探明霍乱的致病途径，被誉为“流行病学之父”。

## 预防及治疗
預防霍亂的方法包括使用更有效的消毒方法與提供潔淨的用水。1893年，沃尔德玛·哈夫金发明首支霍乱疫苗，并在印度加尔各答地区成功试行了大规模接种。口服的霍亂疫苗約可有半年的免疫力，更有能預防由大腸桿菌所導致的其他不同種腹瀉情況。
優先考慮的治療方法當屬口服點滴，也就是用電解質來補充流失的體液。口服補充溶液是最常被使用的 ，針對幼童霍亂患者，會考慮補充鋅。在部分病例裡，有時會需要加入靜脈注射的治療，像是施打乳酸鈉林格注射液，而抗生素對患者也有些許助益 ，前提是要先一步進行測試，以了解哪種抗生素能有效的對抗霍亂弧菌。

## 流行病学
霍亂估計影響全球三百萬至五百萬人並在2010年內造成100,000-130,000人死亡。儘管霍亂常被分類為瘟疫，但它在已開發國家是少見的，病原體通常是來自境外歸國或外籍旅客，儿童是最易被感染的人群。霍亂可能以流行病或地區流行病出現。持續增加霍亂風險的區域包含非洲與東南亞，雖然被感染後的死亡風險通常小於5%，但對沒有渠道接受治療的族群，死亡率可能高達50%。

### 史上大流行
19世紀以前霍亂發生局限於印度次大陸及周邊地區，19世紀以後由於國際貿易與交通的發展傳播到印度以外的地區，過去200年以來共發生過七次全球性大流行。
- 第一次大流行（1817年–1824年）首先被控制在印度次大陆，在孟加拉大规模爆发。到1820年，传播遍及印度。在被消灭前，它传播到了中国和里海。[18][19]
- 第二次大流行（1829年–1837年）在1832年蔓延至欧洲、伦敦，同年又蔓延至安大略、加拿大和纽约，在1834年又发展到北美的太平洋海岸。[18][19]（見大惡臭）
- 第三次大流行（1846年–1860年）主要影响了俄罗斯，造成了超过100万人的死亡。[20][21][22]
- 第四次大流行（1863年–1875年）传播到了大部分欧洲及非洲区域，中国清朝咸丰、同治年间也有大规模霍乱疫情爆发。[20][21]
- 第五次大流行（1881年–1896年），霍乱污染德国汉堡自来水，以致8606人死亡。[23]
- 第六次大流行（1899年–1923年）由于公共衛生的进步，只对欧洲造成很小的影响，印度有超过80万人死亡，清朝末年、中华民国时期亦有大规模疫情爆发。[20][21][24]
- 第七次大流行（1961年–至今）被称作埃尔托（英语：El Tor），1961年起始于印尼，1963年传染到孟加拉，1964年传染到印度，并于1966年传播到苏联。[21][25][26]

### 近期爆发
霍亂是經由被汙染的水源傳播，在改善公共衛生與汙水處理後，基本上已經從已開發國家絕跡。近期的疫情爆發包括：
- 津巴布韋於2008年8月份起爆發霍亂（津巴布韦霍乱），並在全國蔓延。[27]據無國界醫生估計，疫情可能最快要到2009年3月雨季過後才會受到控制。[28]
- 海地共和國於2010年10月中旬發生霍亂大流行，到11月26日止全國已有6萬多人感染，1600多人死亡[29]。到12月26日統計已有15萬人感染，3333人死亡[30]。截至2012年1月，已造成7000人死亡，52万人感染，平均每天新增200名患者。[31]
- 也门于2017年爆发霍乱疫情，700余万人受到疫情威胁。[32]

## 外部連結
- Prevention and control of cholera outbreaks: WHO policy and recommendations （页面存档备份，存于）

- Cholera （页面存档备份，存于）—World Health Organization
- Cholera - Vibrio cholerae infection（页面存档备份，存于）—Centers for Disease Control and Prevention